# 安根施泰因城堡

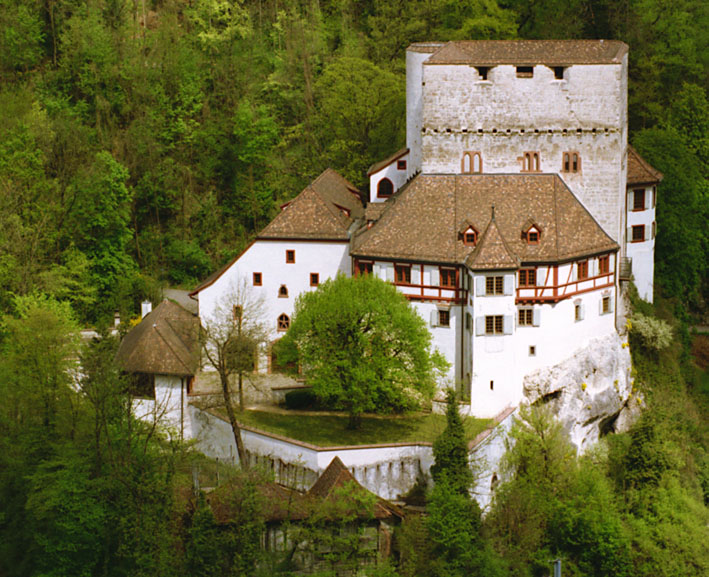
安根施泰因城堡

安根施泰因城堡（德語：Schloss Angenstein）是位于瑞士巴塞尔乡村州杜金根镇的一座中世纪城堡。
安根施泰因城堡首任领主不详，但至少在13世纪已经存在。经历火灾之后，现存建筑建于16世纪。此后数次兵火毁损，到19世纪又有重要重建。1951年起，城堡成为市镇财产。1988年至1991年重修。现在，城堡已列入瑞士国家重要文化财产名录，可对外租用场地。
汝拉铁路从城堡下穿过。